# Robert Currie
 (novembre 2024).
 (novembre 2024).
La mise en forme du texte ne suit pas les recommandations de Wikipédia : il faut le « wikifier ».
Les points d'amélioration suivants sont les cas les plus fréquents :
- Les titres sont pré-formatés par le logiciel. Ils ne sont ni en capitales, ni en gras.
- Le texte ne doit pas être écrit en capitales (les noms de famille non plus), ni en gras, ni en italique, ni en « petit »…
- Le gras n'est utilisé que pour surligner le titre de l'article dans l'introduction, une seule fois.
- L'italique est rarement utilisé : mots en langue étrangère, titres d'œuvres, noms de bateaux, etc.
- Les citations ne sont pas en italique mais en corps de texte normal. Elles sont entourées par des guillemets français : « et ».
- Les listes à puces sont à éviter, des paragraphes rédigés étant largement préférés. Les tableaux sont à réserver à la présentation de données structurées (résultats, etc.).
- Les appels de note de bas de page (petits chiffres en exposant, introduits par l'outil «  Source ») sont à placer entre la fin de phrase et le point final[comme ça].
- Les liens internes (vers d'autres articles de Wikipédia) sont à choisir avec parcimonie. Créez des liens vers des articles approfondissant le sujet. Les termes génériques sans rapport avec le sujet sont à éviter, ainsi que les répétitions de liens vers un même terme.
- Les liens externes sont à placer uniquement dans une section « Liens externes », à la fin de l'article. Ces liens sont à choisir avec parcimonie suivant les règles définies. Si un lien sert de source à l'article, son insertion dans le texte est à faire par les notes de bas de page.
- La présentation des références doit suivre les conventions bibliographiques. Il est recommandé d'utiliser les modèles {{Ouvrage}}, {{Chapitre}}, {{Article}}, {{Lien web}} et/ou {{Bibliographie}}. Le mode d'édition visuel peut mettre en forme automatiquement les références.
- Insérer une infobox (cadre d'informations à droite) n'est pas obligatoire pour parachever la mise en page.

Pour une aide détaillée, merci de consulter Aide:Wikification.
Si vous pensez que ces points ont été résolus, vous pouvez retirer ce bandeau et améliorer la mise en forme d'un autre article.
Pour les articles homonymes, voir Currie.
Robert Currie est un plasticien britannique, né à Londres en 1976. Il vit et travaille à Londres.

## Formation
- 1994-1995 : Collège de l'île de Man
- 1995-1998 : Université de Manchester; BA (Hons) 1re classe de Design and de direction artistique
- 1998-2000 : Royal college of art, Londres; Masters de Communication en art et en design

## Œuvre
Pour créer ses œuvres, sculptures ou dessins,  Robert Currie se sert de matériaux inhabituels : fils de nylon, bandes magnétiques, grillages, boîtes en plexiglas... et de techniques à la fois minutieuses et  aléatoires, explique la Galerie Gimpel & Müller dans le catalogue de l'exposition de l'artiste, à Paris, en 2010. Des séries bien définies alternent avec des accidents et expérimentations, des œuvres apparemment spontanées se fondent sur des structures sous-jacentes. Currie reconnait que l’œuvre de l’artiste ne saurait suivre une trajectoire froidement logique, ce qui l’amène à explorer différents chemins artistiques.
Currie  perce ses boîtes en plexiglas de milliers de trous, puis installe avec minutie des  fils de nylon  créant par leur multiplication des volumes qui oscillent au gré du déplacement du spectateur. Le  regard du spectateur se dirige toujours vers un point fixe, attiré par une découverte inattendue. Les fils de nylon tendus et croisés, teintés individuellement d’acrylique noire font apparaître une image.
Currie titre ses œuvres d’après la longueur des fils de nylon. Les variations sont telles que le titre  se doit de décrire le matériau utilisé dans chaque œuvre, afin d’en faciliter la compréhension.
Les œuvres de Currie figurent dans de grandes collections ( Lady De Rothschild, Beth Rudin DeWoody, Defauwes, Simmons & Simmons ) et des commandes publiques ont été réalisées pour les villes de Francfort, Londres et Bruxelles.

## L'explication
Selon les explications de l'artiste, son travail consiste à examiner les structures et les  énergies qui existent autour de nous; celles qui sont visibles mais que nous ne discernons pas toujours et celles qui sont invisibles, que nous considérons sans importance,  mais qui agissent sur notre quotidien.
Son travail s'inscrit autour de théories diverses et complémentaires ou opposées comme la « théorie du chaos », la notion selon laquelle l'ordre émerge du désordre, ou la « théorie de la complexité » qui prévoit que l'ordre finit par s'imposer.
Un exemple de la théorie du chaos rend celle-ci évidente dans les remous créés dans certains liquides où apparaissent des tourbillons, des ondulations, des tournoiements. Ainsi, au point de contact de deux flux de liquide, l'un animé d'une force et d'une rapidité telles qu'elle perd de la cohérence, l'autre plus lente. Cependant, l'effet qui résulte de ce choc dépend toujours de la combinaison de variables uniques dans le temps et dans l'espace. Voilà l'intersection qui intéresse Currie. 
Cette intuition des combinaisons de variables, de la façon dont les « forces de la Nature » se manifestent elles-mêmes est apparue à Currie lors de son séjour dans l'île de Man. Vivant ensuite à Londres, Currie applique sa sensibilité et son attention à l'environnement urbain.
Dans son œuvre, Currie s'intéresse aux contrastes : le rationnel et l'irrationnel, le positif et le négatif ; l'ordre et le désordre, le plein et le vide. 
Dans une série récente de dessins, Currie s'est efforcé de renforcer systématiquement la touche humaine de son travail. En dessinant des lignes qui se superposent ou s'entrecoupent pour former une image, Currie constate que le dessin perd progressivement de la précision logique et mathématique au fur et à mesure qu'elle est sujette à de minuscules variations. Ces variations gagnent en qualités esthétiques en devenant plus descriptives et harmonieuses. Quand les lignes se regroupent, leur relation systématique fait place à une ligne plus active qui est marque à la fois de tension et de relâchement.

## Expositions personnelles
- Œuvres abstraites récentes, Galerie Gimpel & Müller, Paris 2010
- 2 days, 1 hour, 59 minutes and 47 seconds, Blancpain Art Contemporain, Genève 2009
- Wall and floor based objects, Kudlek Van Der Grinten, Cologne 2009
- 8 Days, 17 Hours, 46 Minutes and 21 Seconds, VINEspace, Londres 2008
- 2 Days, 8 Hours, 2 Minutes and 27 Seconds of Tape, Vertigo Gallery, Londres 2006

## Expositions collectives
- Art Cologne. Allemagne 2010
- Art Brussels. Belgique 2010
- Bruxelles Art Fair. Belgique. 2009
- Roma Art fair. Italie. 2009
- Art Standing, Group show. Miami. 2008
- VINEspace. Solo show. Londres. 2008
- Materiale Immateriale, M.U.S.C.A. Group show. Italie. 2008
- VINEspace. Two man show. Londres. 2008
- London Art Fair, Londres 2008
- Driven' Fieldgate gallery, Londres. 2007
- London Art Fair. Londres 2007
- '42' Three Colts Gallery. Londres. Oct 2006
- Museum52 Sign. Londres. Oct 2006
- ArtLondon. Londres. Oct 2006
- 'The Liminal Phase.' Group Show. Londres. Oct 2006
- Florence Trust Summer show. London. Juil 2006
- London Art Fair. Jan 2006
- 'Under Pressure' Two Man Show. Londres. Sept 2005
- 'Multiplicity' Courtyard Gallery. Isle of Man. Apr 2005
- "Remote Control'. Group Show. AngelRow Gallery. Nottingham. Sept 2004
- Royal British Sculptors Gallery. Two-man show Londres Feb 2003
- ‘Whiteness and Purity.’ Galerie P. Bruxelles. Jan 2003
- ‘Moving Parts’ Group show. Studio Voltaire. Clapham. Londres. Nov 2002
- Public sculpture commissioned by Kammgarn Centre. Kaiserslautern. Apr 2002
- Installation pour  ‘Decorative Arts Exhibition’ Sothebys. 2002
- Installation pour  Autostadt for the IAA show. Francfort. 2001
- Installation pour Kammgarn Centre, Kaiserslautern. 2001
- Installation pour  ‘Decorative Arts Exhibition’ Sothebys. 2001
- ‘New Contemporaries 2000’ Milton Keynes, Manchester, Edinbourg.
- ‘The Show’ Royal College of Art. 2000